# Zaporizke, Sofiivka
Zaporizke (în ucraineană Запорізьке) este localitatea de reședință a comunei Zaporizke din raionul Sofiivka, regiunea Dnipropetrovsk, Ucraina.

## Demografie
Componența lingvistică a localității Zaporizke
     Ucraineană (81,36%)
     Rusă (6,82%)
     Maghiară (1,14%)
     Alte limbi (0,45%)
Conform recensământului din 2001, majoritatea populației localității Zaporizke era vorbitoare de ucraineană (81,36%), existând în minoritate și vorbitori de rusă (6,82%), armeană (2,5%) și maghiară (1,14%).